# Der Dritte stört
Der Dritte stört ist eine US-amerikanische Stummfilmkomödie aus dem Jahr 1927 von und mit Harry Langdon, der den Film auch selbst produzierte.

## Handlung
Harry arbeitet als Möbelpacker und wohnt in einem Anbau direkt über dem Hof seines Chefs. Der einsame Harry sieht sehnsüchtig zu, wie sein Boss mit seinem Sohn spielt. Kurz darauf findet er eine Stoffpuppe. Zur gleichen Zeit flieht Gladys vor ihrem tyrannischen Ehemann. Harry findet die junge Frau im Schneetreiben auf und bringt sie in seinem Anbau unter. Erst jetzt erkennt er, dass Gladys hochschwanger ist. Schnell holt er Hebammen und Ärzte herbei. Nach der Geburt wird er für den Vater gehalten. Harrys Traum von einer Familie scheint wahr geworden zu sein. Er kümmert sich aufmerksam um Gladys und ihr Baby. Eine Wahrsagerin versichert ihm, dass Gladys Ehemann nie nach ihr suchen werde. Der Ehemann sucht doch nach seiner Frau und findet sie mit Harry am Fenster des Anbaus. Gladys, in Harry verliebt, will mit ihrem Kind bei ihm bleiben. Die Männer boxen um eine Entscheidung.
Harry hat dies allerdings nur geträumt. In der Realität hat sich Gladys mit ihrem Mann vertragen, der sich bei Harry mit einem Händedruck bedankt. Die Hand erinnert Harry an die Wahrsagerin, die er mit einem Ziegelstein aufsuchen will. Als er die Stoffpuppe verloren auf der Straße sieht, nimmt er Abstand von seiner Rache und wirft den Stein weg.

## Hintergrund
In einer kleinen nicht im Abspann erwähnten Nebenrolle trat Brooks Benedict auf.

## Veröffentlichung
Die Premiere des Films fand am 28. August 1927 statt. In der Bundesrepublik Deutschland wurde er am 11. Mai 1969 im deutschen Fernsehen ausgestrahlt.

## Kritiken
Das Lexikon des internationalen Films schrieb: „Die Stummfilm-Burleske gibt Harry Langdon vielfache Gelegenheit, seine ebenso poetische wie humorvolle Komik auszuspielen.“
Robert E. Sherwood schrieb im Magazin Life, der Film sei unendlich bewegend, zart und besänftigend.
Der Kritiker des TV Guide sah eine etwas gestreckte einfache Geschichte, bei der Langdon unglücklicherweise mehr auf Stimmung als auf Komödie setzte, so dass es nur wenig zu lachen gebe.